# Tú me acostumbraste
Tú me acostumbraste es una obra de teatro, escrita por Alfonso Paso y estrenada en 1970.

## Argumento
Un galán apuesto rehúsa el compromiso con una mujer que lo adora, pero coja. Sólo desde la distancia se da cuenta de sus verdaderos sentimientos y vuelve con ella.

## Estreno
- Teatro Arniches, Madrid 16 de enero de 1970. 
  - Dirección: Eugenio García Toledano.
  - Decorados: Antonio Muñoz.
  - Intérpretes: Aurora Redondo, Germán Cobos, Conchita Núñez, Jesús Enguita, Conchita del Val, Amparo Paso Jardiel.